# Cena národní společnosti filmových kritiků 2016
51. ročník předávání cen Národní společnosti filmových kritiků se konal dne 7. ledna 2017.

## Vítězové a nominovaní

### Nejlepší film
1. Moonlight (54)
2. Místo u moře (39)
3. La La Land (31)

### Nejlepší režie
1. Barry Jenkins – Moonlight (53)
2. Damien Chazelle – La La Land (37)
3. Kenneth Lonegran – Místo u moře (23)

### Nejlepší scénář
1. Kenneth Lonegran – Místo u moře (61)
2. Barry Jenkins – Moonlight (39)
3. Taylor Sheridan – Za každou cenu (16)

### Nejlepší herec v hlavní roli
1. Casey Affleck – Místo u moře (65)
2. Denzel Washington – Ploty (21)
3. Adam Driver – Paterson (20)

### Nejlepší herečka v hlavní roli
1. Isabelle Huppert – Elle a Začít znovu (55)
2. Annettte Bening – Ženy 20. století (26)
3. Sandra Hüller – Toni Erdmann (26)

### Nejlepší herec ve vedlejší roli
1. Mahershala Ali – Moonlight (72)
2. Jeff Bridges – Za každou cenu (18)
3. Michael Shannon – Noční zvířata (14)

### Nejlepší herečka ve vedlejší roli
1. Michelle Williamsová – Místo u moře (58)
2. Lily Gladstone – Jisté ženy (45)
3. Naomie Harris – Moonlight (25)

### Nejlepší dokument
1. O.J.: Made in America – Ezra Edelman (64)
2. Nejsem žádný tvůj negr – Raoul Peck (36)
3. 13th – Ava DuVernay (20)

### Nejlepší cizojazyčný film
1. Toni Erdmann – Maren Ade (52)
2. Komorná – Park Chan-wook (26)
3. Elle – Paul Verhoeven (19)
4. Začít znovu – Mia Hansen-Løve (19)

### Nejlepší kamera
1. James Laxton – Moonlight (52)
2. Linus Sandgren – La La Land (27)
3. Rodrigo Prieto – Mlčení (23)